# Liolaemus somuncurae
Espèce
Synonymes
- Liolaemus kingi somuncurae Cei & Scolaro, 1981

Statut de conservation UICN

 LC  : Préoccupation mineure
Liolaemus somuncurae est une espèce de sauriens de la famille des Liolaemidae.

## Répartition et habitat
Cette espèce est endémique de la meseta de Somuncurá en Argentine. Elle se rencontre dans la Province de Río Negro. Elle est présente entre 1 000 et 1 600 m d'altitude. Elle vit dans la steppe avec des buissons épars et des zones rocheuses.

## Description
C'est un saurien vivipare.

## Étymologie
Son nom d'espèce, somuncurae, lui a été donné en référence à sa localité type située dans la meseta de Somuncurá.

## Publication originale
- Cei & Scolaro, 1981 : A new northern subspecies of Liolaemus kingi in Argentina. Journal of Herpetology, vol. 15, no 2, p. 207-210.